# Tarconte
En la mitología etrusca Tarconte (en latín: Tarchon, en griego antiguo: Τάρκων, Tárkōn, en etrusco tarχun) o Tarco fue el hermano de Tirreno y  oikistés (fundador) mítico de la ciudad etrusca de Tarquinia, a quien Tirreno puso al frente de esta.
Tarconte es citado en la Eneida como el jefe de todos los etruscos y aliado de Eneas en la guerra contra Mecencio y Turno, y otras tribus latinas, en la que mató al joven guerrero itálico Vénulo.
El autor Juan Lido distingue dos personajes legendarios llamados Tarconte, el Joven y su padre, el Mayor. El Mayor recibió la Disciplina Etrusca de Tages, que identificaba como una parábola. El Joven luchó con Eneas después de su llegada a Italia. El Mayor era un augur que aprendió su arte de Tirreno y probablemente fue el fundador de Tarquinia y de la dodecápolis etrusca. Lido no dijo esto último, sino que fue dicho por George Dennis. Lido tenía la ventaja de la credibilidad, aunque tardía (siglo VI), de afirmar que él leyó la parte de la Disciplina Etrusca  sobre Tages y que se trataba de un diálogo con las líneas de Tarconte en «el lenguaje ordinario de los italianos» y Tages en etrusco, que para él era difícil de leer y se basó en las traducciones. La leyenda encaja bien con la de Lido, ya que este Tarconte citado en la Eneida debe haber sido el más Joven, datándolo en el siglo inmediatamente después de la guerra de Troya. Nada en la arqueología de Tarquinia y de las otras ciudades de la dodecápolis contradice estas leyendas, ya que todos fueron fundadas a finales de la Edad del Bronce/comienzos de la Edad de Hierro , es decir, alrededor de 1000 a. C.